# Myrmarachne plataleoides
Myrmarachne plataleoides (лат.) — вид аранеоморфных пауков из подсемейства Myrmarachninae семейства пауков-скакунов (Salticidae). Юго-Восточная Азия (Малайзия, Сингапур, Таиланд). Индия. Шри-Ланка, Китай. Характерен половой диморфизм: самки мельче (6—7 мм) и напоминают муравьёв-ткачей, самцы крупнее (9—12 мм, треть длины составляют хелицеры) и похожи на переносящих друг друга рабочих особей муравьёв. Моделями для подражания (мирмекоморфия) служат такие виды муравьёв, как Anoplolepis gracilipes (=Plagiolepis longipes) (F. Smith), Oecophylla longinoda (Latreille), Oecophylla smaragdina (Fabricius), Plagiolepis sp., Prenolepis sp., Solenopsis geminata (Fabricius), Solenopsis sp.

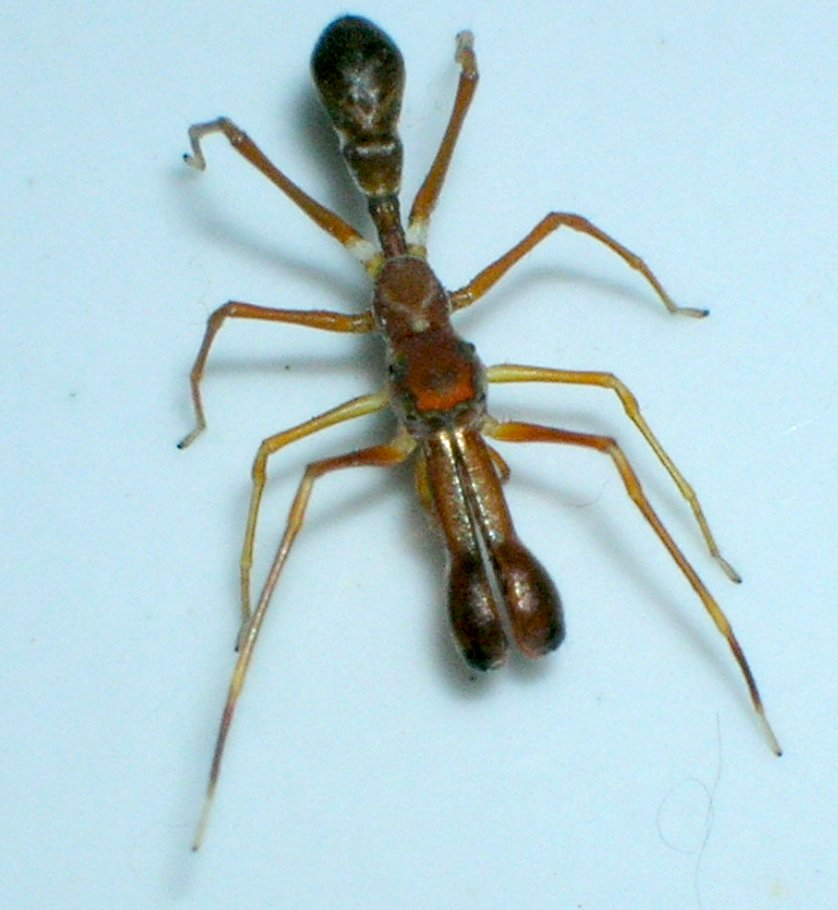
Самец Myrmarachne plataleoides
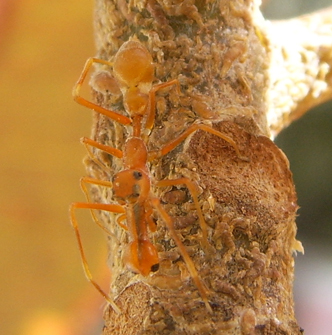
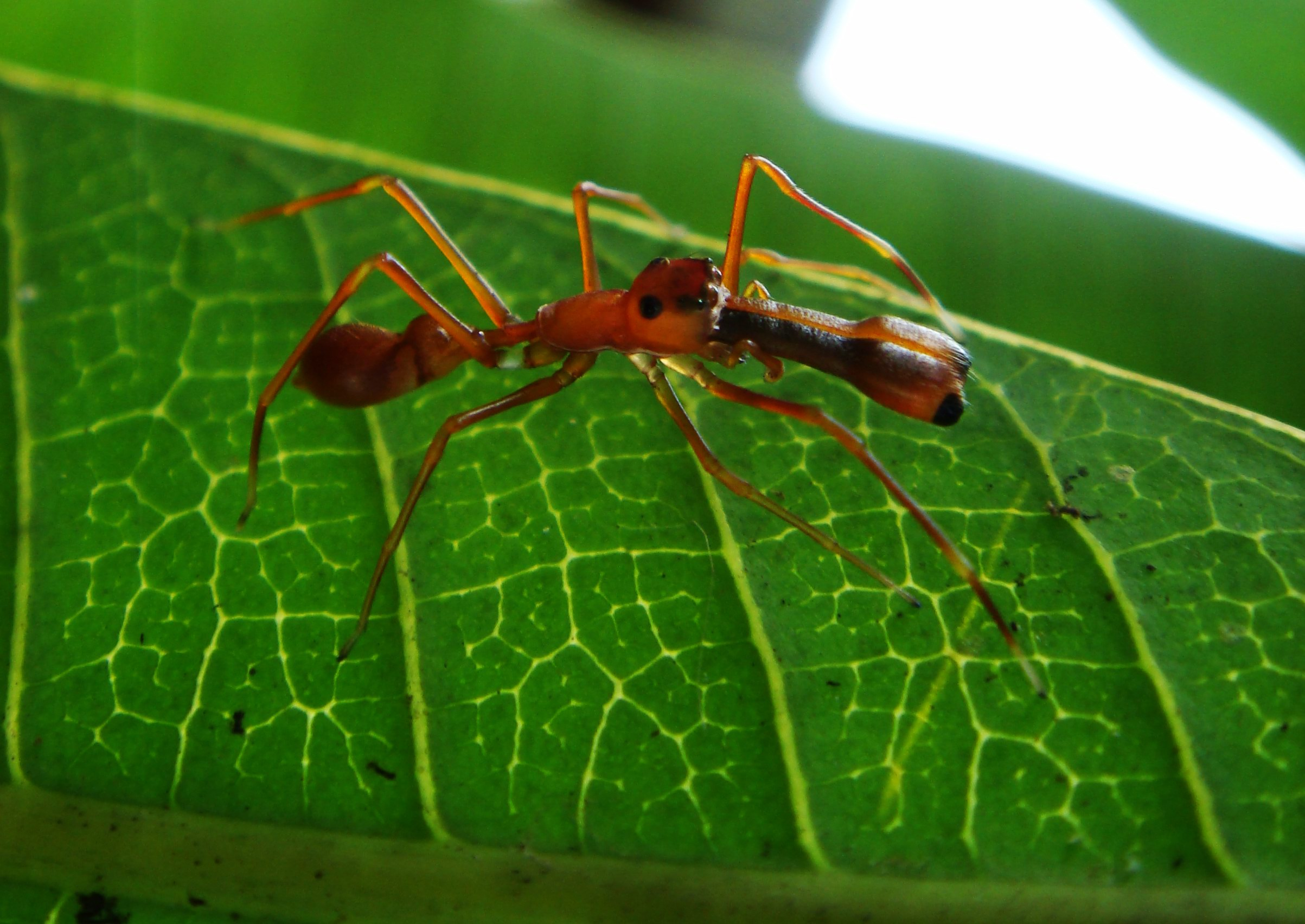